# Sojuz TMA-9
Sojuz TMA-9 je ruská kosmická loď řady Sojuz. Letěla k Mezinárodní vesmírné stanici (ISS), kam dopravila dva členy Expedice 14 a vesmírnou turistku Anúši Ansáríovou. U ISS zůstala připojena od září 2006 jako záchranná loď. V dubnu 2007 přistála v Kazachstánu s Ťurinem, Lopezem-Alegriou a vesmírným turistou Charlesem Simonyim.

## Posádka

### Členové posádky ISS – Expedice 14
- Michail Ťurin (2), velitel, RKK Eněrgija
- Michael Lopez-Alegria (4), palubní inženýr, NASA

### Pouze start
- Anúše Ansáríová (1), účastník kosmického letu (přistála v lodi Sojuz TMA-8)

Původní člen posádky Japonec Daisuke Enomoto byl 21. srpna 2006 vyřazen z letu ze zdravotních důvodů a nahrazen členkou záložní posádky Anúší Ansáríovou.

### Pouze přistání
- Charles Simonyi (1), účastník kosmického letu (odstartoval v lodi Sojuz TMA-10)

V závorkách je uveden dosavadní počet letů do vesmíru včetně této mise.

### Záložní posádka
- Jurij Malenčenko, velitel, CPK
- Peggy Whitsonová, palubní inženýr, NASA

## Průběh letu

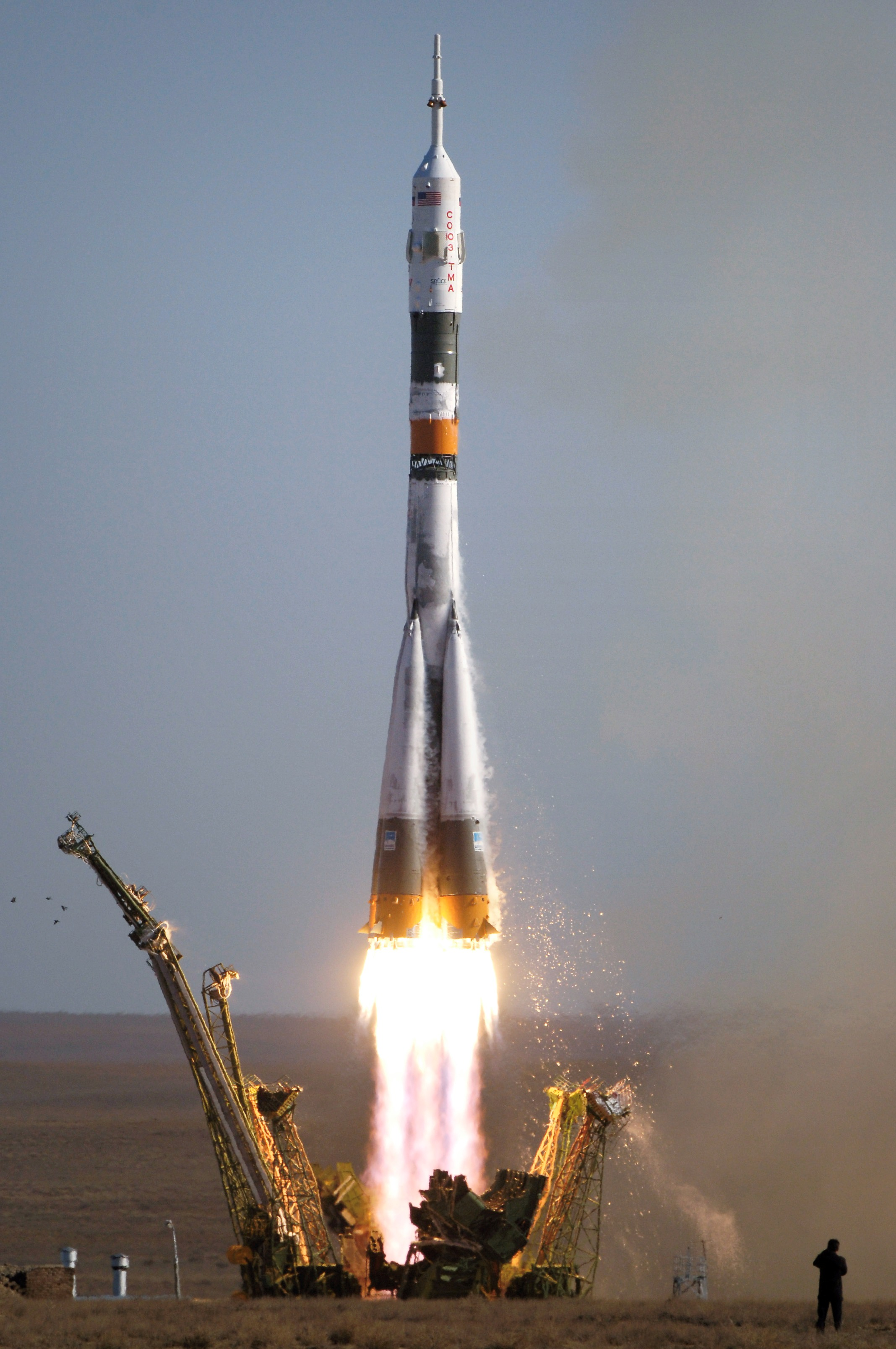
Start kosmické lodě Sojuz TMA-9

### Start, připojení k ISS
Kosmická loď Sojuz TMA-9 odstartovala z kosmodromu Bajkonur 18. září 2006 v 04:08:42 UTC. Start proběhl bez problémů a loď se úspěšně dostala na oběžnou dráhu. Po dvou dnech samostatného letu se Sojuz přiblížil k Mezinárodní vesmírné stanici a 20. září 2006 v 05:21:20 UTC se k zadnímu stykovacímu uzlu modulu Zvezda připojil. Sojuz TMA-9 zůstal u ISS jako záchranná loď.

### Přelety Sojuzu TMA-9
Dne 10. října 2006 nastoupila do Sojuzu ve skafandrech posádka ve složení Ťurin, Lopez-Alegria a Thomas Reiter. Důvodem bylo uvolnění portu modulu Zvezda pro očekávaný přílet zásobovací lodi Progress M-58. Sojuz se od ISS odpojil v 19:14 UTC a vzdálil se zhruba 30 m od stanice. V 19:34 UT se připojil k spojovacímu uzlu modulu Zarja.
Podobný přelet se uskutečnil ještě jednou, a to 29. března 2007, kdy bylo potřeba uvolnit port na modulu Zarja pro přílet kosmické lodi Sojuz TMA-10. Přeletu se zúčastnili kosmonauti Ťurin, Lopez-Alegria a Sunita Williamsová. Loď se od ISS odpoutala ve 22:25 UTC a k portu modulu Zvezda se úspěšně připojila ve 22:53 UTC.

### Přistání
21. dubna 2007 se kosmická loď Sojuz TMA-9 vydala k Zemi. Její posádka ve složení Ťurin, Lopez-Alegria a kosmický turista Charles Simonyi (který na stanici přiletěl v Sojuzu TMA-10) nastoupila ve skafandrech do kosmické lodi a po kontrole hermetičnosti uzavřených průlezů odpojila v 09:11:30 UTC Sojuz od orbitálního komplexu. Po zahájení brzdícího manévru a odhození obytné a přístrojové sekce vstoupila loď ve výšce 100,8 km do atmosféry. Loď bez problémů přistála ve 12:31:30 UTC na území Kazachstánu 135 km severovýchodně od města Džezkazgan.